# 姚玉忠
姚玉忠（1962年—），出生於中華人民共和國內蒙古自治區赤峰市，因為盜墓幾乎沒有失手過因此被行業人士尊稱為「祖師爺」，2015年帶領團隊到遼寧省朝陽市牛河梁的紅山文化遺址挖掘文物被公安機關逮捕，2016年遼寧省高級人民法院以「盜掘古文化遺址、古墓葬罪」、「搶劫罪」、「盜賣文物罪」等罪名判處死刑。

## 經歷
姚玉忠1962年出生於中華人民共和國內蒙古自治區赤峰市，是8個兄弟姊妹中的老三，由於家境貧窮因此小學輟學在家裡做農，經常駝著竹筐到村鎮售賣賺點補貼。後來開始閱讀有關風水跟古墓的書籍，還到紅山文化博物館進行詳細的觀摩跟調查，了解這些文化的背景後便進行盜墓工作，2013年到2014年間從家鄉赤峰市開始一路盜向遼西省朝陽市，為了盜墓還發明特殊的工具扎子，在盜墓上幾乎沒有失敗過因此被行業人士尊稱為「祖師爺」、「關外第一高手」，由於經常賭博也有個「老敗家」的外號。
2015年憑藉於對紅山文化的了解帶領團隊找到位於遼寧省朝陽市牛河梁的紅山文化遺址挖出文物後被公安機關逮捕225位犯罪嫌疑人，並追回2063件價值共5億元人民幣的文物，2016年4月14日遼寧省高級人民法院一審認定姚玉忠參與盜掘古文化遺址11次、盜掘古墓葬16次，其中有三處地點確認為全國重點文物保護單位，以「盜掘古文化遺址、古墓葬罪」、「搶劫罪」、「盜賣文物罪」等罪名判處死刑並緩刑2年，姚玉忠不服進行上訴，2017年11月28日辽宁省高级人民法院維持一審判決。